# اندیس منوچهر آباد
منوچهر آباد یک اندیس غیرفلزی است که در حوالی شهر محمدآباد استان اصفهان قرار دارد و مادهٔ معدنی موجود در آن، خاک صنعتی است.  